# Національна бібліотека Республіки Казахстан
Національна бібліотека Республіки Казахстан (каз. Қазақстан Республикасының ұлттық кітапханасы) — національна бібліотека у Казахстані, розташована в Алмати.

## Історія
31 грудня 1910 року за рішенням міської думи Вєрного (на той час назва Алмати) відкрилася бібліотека-читальня, яка 12 березня 1931 року постановою Президії Центрального Виконавчого Комітету Рад Казакської Автономної Соціалістичної Радянської Республіки «Про заснування Державної Публічної бібліотеки КАСРР» була перетворена на Державну публічну бібліотеку Казахської РСР. Обслуговувати перших читачів бібліотека розпочала 5 травня 1931 року. Першим директором бібліотеки тоді став Ураз Джандосов, який основним завданням у діяльності бібліотеки вважав «нагромадження всієї друкованої продукції казахською мовою та всієї літератури про Казахстан». З того часу бібліотека функціонує як державне національне книгосховище, яке збирає та зберігає документальну письмову спадщину казахів та інших народів Казахстану.
У лютому 1937 року бібліотеку було названо на честь Олександра Пушкіна у зв'язку зі 100-річчям від дня його смерті.
9 грудня 1991 року Кабінет Міністрів Казахської РСР прийняв Постанову № 775 «Про Національну бібліотеку Казахської РСР», за якою Державна бібліотека Казахської РСР імені О. С. Пушкіна перейменовувалася на Національну бібліотеку Казахської РСР і цим отримала державну та громадську значущість як особливо цінний об'єкт культури.
20 листопада 2020 року Указом Президента Республіки Казахстан бібліотеці було надано статус «Національної».

## Фонди бібліотеки
Книжковий фонд налічує понад 7 млн одиниць зберігання. Щорічна відвідуваність читачів становить понад 1 млн, книговидача — близько 2 млн. Обслуговують читачів 14 спеціалізованих залів на 1500 місць. Щорічне віртуальне відвідування вебсайту становить понад 1,6 млн.
Національна бібліотека — найбільший науково-методичний центр бібліотек Казахстану; депозитарій обов'язкового примірника друкованих творів Казахстану; депозитарій Комітету з контролю у сфері освіти та науки Міністерства освіти і науки Республіки Казахстан кандидатських та докторських дисертацій з усіх галузей знань, захищених у Казахстані; депозитарій авторефератів країн СНД; з 1993 року — депозитарій наукових дисертацій та видань ЮНЕСКО; з 2005 року — депозитарій літератури, виданої за Державною програмою «Культурна спадщина»; з 2012 року — депозитарій видань Асамблеї народу Казахстану.

## Міжнародне співробітництво
Національна бібліотека Республіки Казахстан з 1992 року є членом Міжнародної федерації бібліотечних асоціацій та установ (IFLA), Конференції директорів національних бібліотек (CDNL), з 1993 року — Некомерційного партнерства «Бібліотечна асамблея Євразії» (БАЄ). З 2008 року — регіональний центр Основної програми ІФЛА/PAC (Збереження та консервація).

## Будівля бібліотеки
Будівлю бібліотеки була побудована у 1970 році та внесена до Державного списку пам'яток історії та культури республіканського значення, затвердженого Постановою Уряду Республіки Казахстан від 21 березня 2008 року № 279.